# Bassignac
Pour les articles homonymes, voir Bassignac (homonymie).
Bassignac est une commune française, située dans le département du Cantal en région Auvergne-Rhône-Alpes.

## Géographie
La commune est arrosée par la Sumène, un affluent de la Dordogne ; elle est brièvement bordée au sud par le Mars, principal affluent de la Sumène.

### Communes limitrophes
|           | Champagnac | Ydes   |
| Veyrières | Bassignac  | Sauvat |
| Jaleyrac  | Méallet    |        |

### Climat
Pour des articles plus généraux, voir Climat d'Auvergne-Rhône-Alpes et Climat du Cantal.
En 2010, le climat de la commune est de type climat des marges montargnardes, selon une étude du CNRS s'appuyant sur une série de données couvrant la période 1971-2000. En 2020, Météo-France publie une typologie des climats de la France métropolitaine dans laquelle la commune est exposée à un climat de montagne ou de marges de montagne et est dans la région climatique Ouest et nord-ouest du Massif Central, caractérisée par une pluviométrie annuelle de 900 à 1 500 mm, maximale en automne et en hiver.
Pour la période 1971-2000, la température annuelle moyenne est de 10,6 °C, avec une amplitude thermique annuelle de 15,5 °C. Le cumul annuel moyen de précipitations est de 1 166 mm, avec 14,1 jours de précipitations en janvier et 7,6 jours en juillet. Pour la période 1991-2020, la température moyenne annuelle observée sur la station météorologique de Météo-France la plus proche, sur la commune de Saignes à 6 km à vol d'oiseau, est de 11,3 °C et le cumul annuel moyen de précipitations est de 987,0 mm,. Pour l'avenir, les paramètres climatiques de la commune estimés pour 2050 selon différents scénarios d'émission de gaz à effet de serre sont consultables sur un site dédié publié par Météo-France en novembre 2022.

## Urbanisme

### Typologie
Au 1er janvier 2024, Bassignac est catégorisée commune rurale à habitat très dispersé, selon la nouvelle grille communale de densité à 7 niveaux définie par l'Insee en 2022.
Elle est située hors unité urbaine et hors attraction des villes,.

### Occupation des sols
L'occupation des sols de la commune, telle qu'elle ressort de la base de données européenne d’occupation biophysique des sols Corine Land Cover (CLC), est marquée par l'importance des territoires agricoles (51,2 % en 2018), une proportion sensiblement équivalente à celle de 1990 (51,5 %). La répartition détaillée en 2018 est la suivante :
prairies (50,5 %), forêts (48,4 %), zones agricoles hétérogènes (0,7 %), zones urbanisées (0,4 %). L'évolution de l’occupation des sols de la commune et de ses infrastructures peut être observée sur les différentes représentations cartographiques du territoire : la carte de Cassini (XVIIIe siècle), la carte d'état-major (1820-1866) et les cartes ou photos aériennes de l'IGN pour la période actuelle (1950 à aujourd'hui).

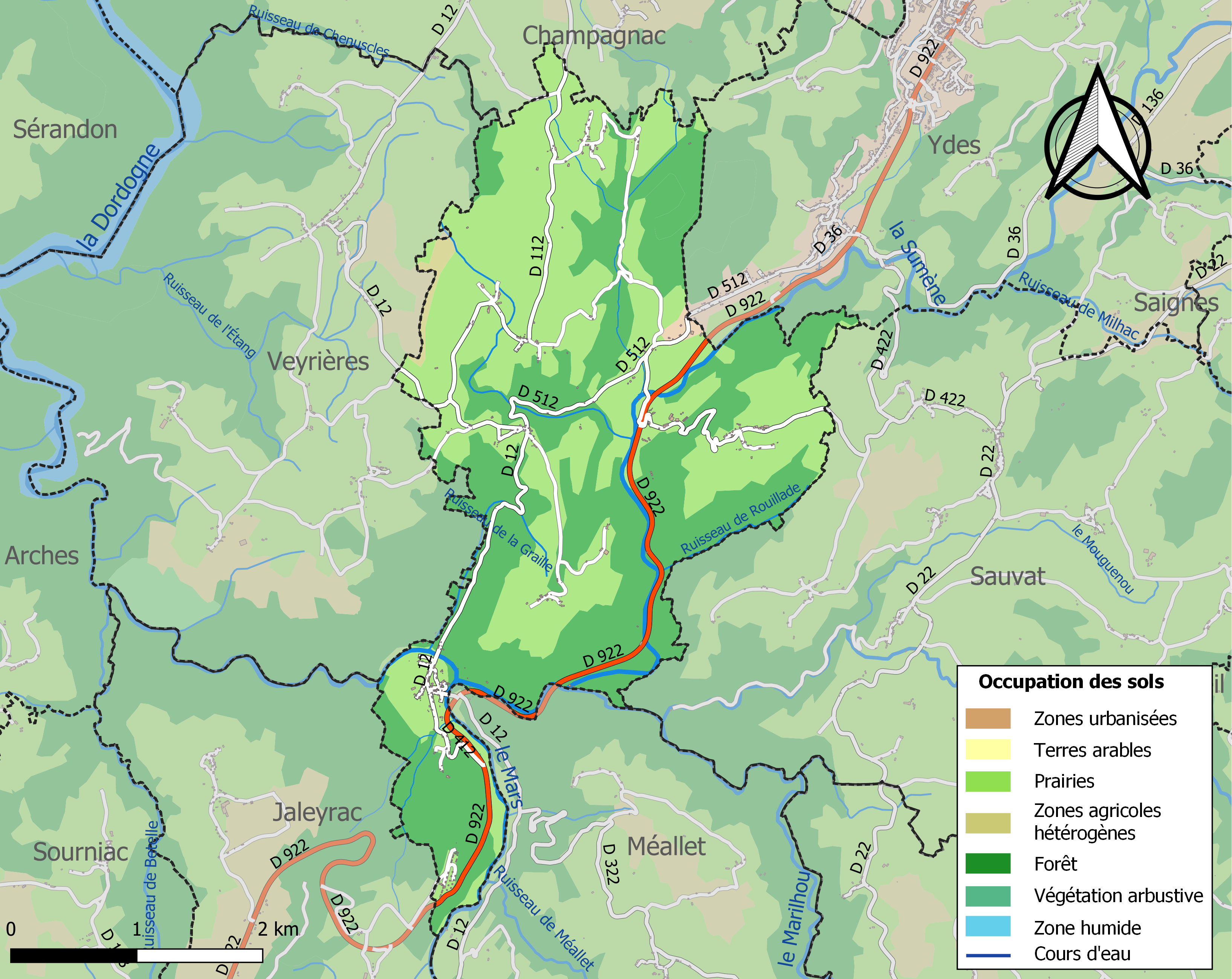
Carte des infrastructures et de l'occupation des sols de la commune en 2018 (CLC).

### Habitat et logement
En 2018, le nombre total de logements dans la commune était de 249, alors qu'il était de 239 en 2013 et de 236 en 2008.
Parmi ces logements, 43,8 % étaient des résidences principales, 52,2 % des résidences secondaires et 4 % des logements vacants. Ces logements étaient pour 72,7 % d'entre eux des maisons individuelles et pour 26,5 % des appartements.
Le tableau ci-dessous présente la typologie des logements à Bassignac en 2018 en comparaison avec celle du Cantal et de la France entière. Une caractéristique marquante du parc de logements est ainsi une proportion de résidences secondaires et logements occasionnels (52,2 %) supérieure à celle du département (20,4 %) et à celle de la France entière (9,7 %). Concernant le statut d'occupation de ces logements, 78 % des habitants de la commune sont propriétaires de leur logement (81,7 % en 2013), contre 70,4 % pour le Cantal et 57,5 pour la France entière.
| Typologie                                               | Bassignac | Cantal | France entière |
| ------------------------------------------------------- | --------- | ------ | -------------- |
| Résidences principales (en %)                           | 43,8      | 67,7   | 82,1           |
| Résidences secondaires et logements occasionnels (en %) | 52,2      | 20,4   | 9,7            |
| Logements vacants (en %)                                | 4         | 11,9   | 8,2            |

## Histoire
La commune fait partie du canton de Saignes jusqu'en 2015.

## Politique et administration

### Découpage territorial
La commune de Bassignac est membre de la communauté de communes Sumène Artense, un établissement public de coopération intercommunale (EPCI) à fiscalité propre créé le 30 décembre 1999 dont le siège est à Champs-sur-Tarentaine-Marchal. Ce dernier est par ailleurs membre d'autres groupements intercommunaux.
Sur le plan administratif, elle est rattachée à l'arrondissement de Mauriac, à la circonscription administrative de l'État du Cantal et à la région Auvergne-Rhône-Alpes.
Sur le plan électoral, elle dépend du canton d'Ydes pour l'élection des conseillers départementaux, depuis le redécoupage cantonal de 2014 entré en vigueur en 2015, et de la deuxième circonscription du Cantal  pour les élections législatives, depuis le dernier découpage électoral de 2010.

### Liste des maires
| Période                                  | Période                    | Identité             | Étiquette | Qualité                                                                          |
| ---------------------------------------- | -------------------------- | -------------------- | --------- | -------------------------------------------------------------------------------- |
| 1808                                     | 1847                       | Jean-Baptiste Duroux |           |                                                                                  |
| 1963                                     | 1976                       | Paul Espinasse       | CNIP      | conseiller général du canton de Saignes (1963-1976)                              |
| Les données manquantes sont à compléter. |                            |                      |           |                                                                                  |
| avant 1988                               | En cours (au 10 août 2020) | Marc Maisonneuve     | PS        | Conseiller régional Auvergne (→ 2015) Président de la CC Sumène Artense (2014 →) |

## Population et société

### Démographie
L'évolution du nombre d'habitants est connue à travers les recensements de la population effectués dans la commune depuis 1793. Pour les communes de moins de 10 000 habitants, une enquête de recensement portant sur toute la population est réalisée tous les cinq ans, les populations de référence des années intermédiaires étant quant à elles estimées par interpolation ou extrapolation. Pour la commune, le premier recensement exhaustif entrant dans le cadre du nouveau dispositif a été réalisé en 2008.

En 2022, la commune comptait 222 habitants, en évolution de −2,2 % par rapport à 2016 (Cantal : −1,08 %, France hors Mayotte : +2,11 %).
| 1793 | 1800 | 1806 | 1821 | 1831 | 1836 | 1841 | 1846 | 1851 |
| ---- | ---- | ---- | ---- | ---- | ---- | ---- | ---- | ---- |
| 539  | 545  | 570  | 520  | 585  | 535  | 512  | 600  | 587  |

| 1856 | 1861 | 1866 | 1872 | 1876 | 1881 | 1886 | 1891  | 1896 |
| ---- | ---- | ---- | ---- | ---- | ---- | ---- | ----- | ---- |
| 584  | 515  | 531  | 455  | 512  | 508  | 485  | 1 260 | 635  |

| 1901 | 1906 | 1911 | 1921 | 1926 | 1931 | 1936 | 1946 | 1954 |
| ---- | ---- | ---- | ---- | ---- | ---- | ---- | ---- | ---- |
| 636  | 639  | 540  | 567  | 562  | 637  | 461  | 524  | 422  |

| 1962 | 1968 | 1975 | 1982 | 1990 | 1999 | 2006 | 2008 | 2013 |
| ---- | ---- | ---- | ---- | ---- | ---- | ---- | ---- | ---- |
| 358  | 276  | 223  | 209  | 208  | 230  | 227  | 226  | 222  |

| 2018 | 2022 | - | - | - | - | - | - | - |
| ---- | ---- | - | - | - | - | - | - | - |
| 235  | 222  | - | - | - | - | - | - | - |

### Enseignement
Une école (une classe maternelle et les classes primaires).

### Vie associative
- Association 3V - Les espavents[18] Vendes Viaduc Village : Association de sauvegarde du viaduc de la Sumène et de la fête des épouvantails.

## Culture locale et patrimoine

### Lieux et monuments

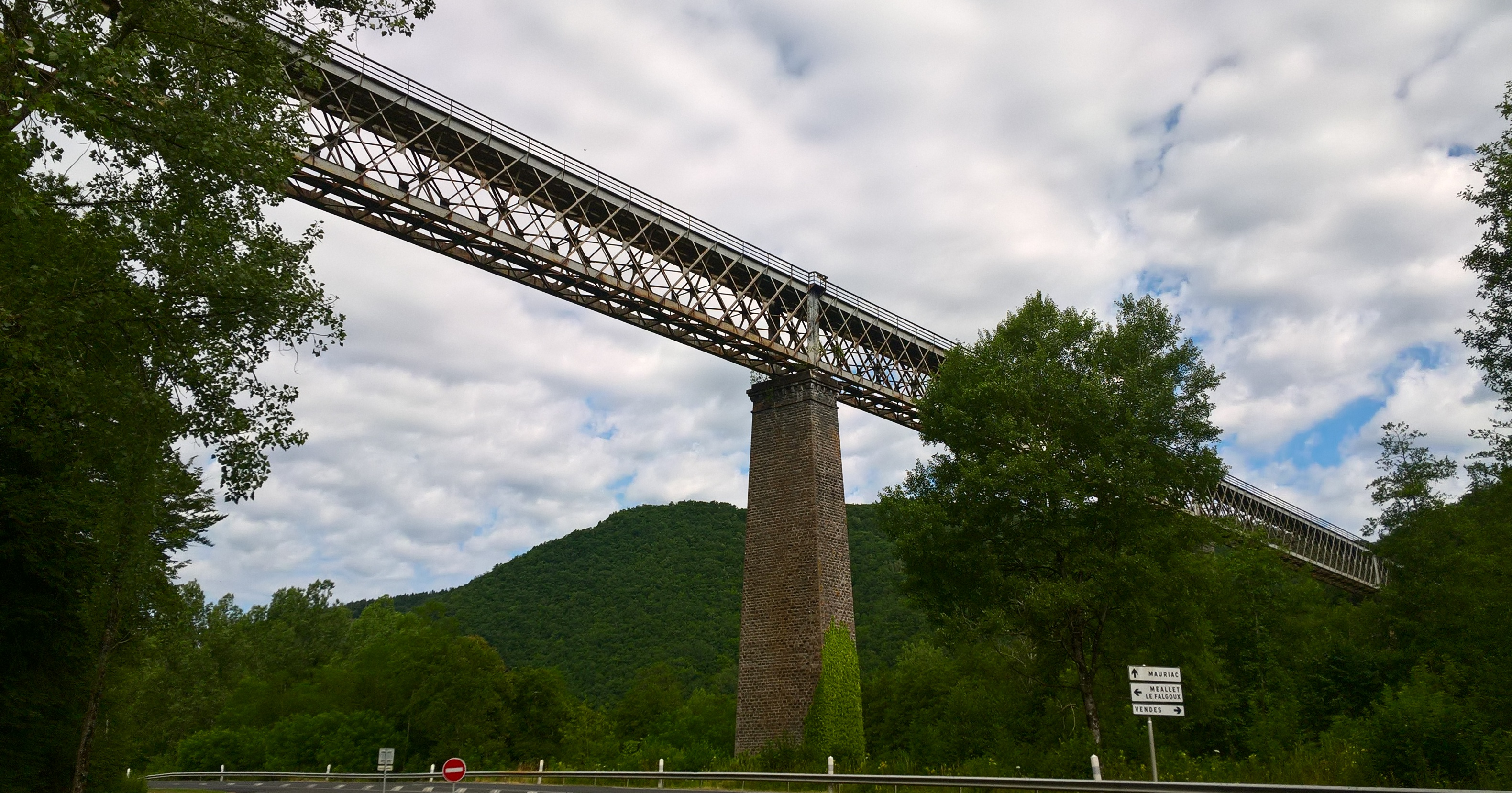
Viaduc de la Sumène.

- Chapelle de Vendes, XIIe siècle, dédiée à saint Jacques.
- Le viaduc de la Sumène construit en 1893 pour permettre à la ligne de chemin de fer reliant Clermont-Ferrand à Aurillac de franchir la vallée de la Sumène. il est inscrit à l'inventaire des monuments historiques en 2006[19]. Ce viaduc est en partie sur la commune voisine de Méallet.
- L'église Sainte-Radegonde, XIe siècle, est une église romane remaniée au XIIe siècle.
- Les vestiges de la forteresse de Charlus-(Champagnac) sur le pic de Charlus[20],[21],[22] où est placée une croix, possession des Comborn, des Ventadour, des Roger de Beaufort de Turenne et des Lévis-Ventadour (ainsi, Charles-Eugène de Lévis (1669-1734), duc de Lévis, était comte de Charlus).
- La maison du prieuré de Vendes.
- Le château du Rieu.

### Personnalités liées à la commune
- Louis Bertin (1731-1822), fut curé de Bassignac en 1789, puis évêque constitutionnel du Cantal de 1800 à 1801.
- Maurice Lampre (1930-2001), coureur cycliste professionnel de 1955 à 1958.